# Nikola Martić
Nikola Martić (Višići, 5. kolovoza 1938. – Split, 29. siječnja 2013.) hrvatski je i bosanskohercegovački pjesnik.
Grafičku je školu završio 1959. u Sarajevu, te je studirao na Filozofskome fakultetu. Kao slobodni književnik djelovao je u Splitu. Pjesme u duhu egzistencijalističke poetike, uglavnom sredozemnoga ishodišta, objavio je u zbirkama, a pisao je i pjesme za djecu. Jedan je od sedmorice hrvatskih književnika iz BiH (Vitomir Lukić, Mile Pešorda, Nikola Martić, Veselko Koroman, Mirko Marjanović, Vladimir Pavlović, Stanislav Bašić) potpisnika Sarajevske deklaracije o hrvatskom jeziku.

## Izbor iz djela
- Vrtovi zemlje humske (1964.)
- Znamen (1968.)
- Bogumilska bajka (1971.)
- Sedmo godišnje doba (1972.)
- Svanuće davnine (1975.)
- Duša i tijelo (1982.)
- Stablo nasred svijeta (1987.)
- Zavjetno stablo (1990.)
- Košulja od lišća (1999.)

## Vanjske poveznice
- Domagoj Vidović: Objavljen zbornik posvećen Nikoli Martiću, pjesniku hrvatskom likemetkovic.com (objavljeno 10. svibnja 2021., pristupljeno 29. svibnja 2021.)